# Данкут, Даниэль
Даниэль Данкута (англ. Daniel Dancuta; род. 28 мая 1971, Бакэу, Румыния) — американский профессиональный боксёр, выступающий в первой тяжелой и тяжёлой весовой категории.

## Профессиональная карьера
Дебютировал в 1992 году в бою с Руди Гутиарисем, которого победил по очкам.
Выиграл первые 5 боёв.
В апреле 1993 года победил Джеймса Броада.
В июне 1993 года Данкут встретился с Ларри Дональдом. В 6-раундовом бою победу решением большинства судей одержал Дональд.
В декабре 1993 года Данкут принял участие в народном турнире в супертяжёлом весе в заливе в Сент-Луисе, штат Миссисипи. Он победил в 3-раундовых боях непобеждённого Дерика Родди и Джеймса Смита, однако проиграл единогласным решением судей в 3-раундовом бою Тони Таббсу.
В 1994 году Данкут победил Джерри Джонса и Крейга Пейна.
В 1995 году Данкут встретился Джимми Тандером. Тандер победил техническим нокаутом во 2 раунде. После этого боя Данкут ушёл из бокса.